# Mathias Schou
Mathias Schou (* 30. März 1747 (Taufurkunde) in Grevenmacher, Luxemburg; † 17. Oktober 1824 in Eich, Luxemburg) war ein luxemburgischer Musiker und Spielmann, der unter dem Namen Blannen Theis (blinder Theis) in ganz Luxemburg bekannt war.
Über sein Leben ist wenig bekannt. Er scheint aber von Geburt an blind gewesen zu sein, zumindest war seine Sehvermögen stark eingeschränkt. Schou war zweimal verheiratet, zuerst mit Margaretha Kummer, genannt „Mimi Gréit“. Mit ihr und nach ihrem Tod mit seiner zweiten Frau Barbe Kremer sowie seinem Hund zog er umher und trug Volkslieder vor. Er spielte Geige und sang, seine Frau tanzte dazu.
Schou war einer der ersten, der luxemburgische Volkslieder systematisch sammelte. Es ist unbekannt, ob er auch selbst Lieder komponierte. Sein Repertoire gibt einen Einblick in das Leben der Bauern und einfachen Leute Anfang des 19. Jahrhunderts.
Mathias Schou starb 1824 krank und verarmt in Eich, heute ein Stadtteil der Stadt Luxemburg.

## Nachwirkung
Edmond de la Fontaine, genannt Dicks, veröffentlichte ein Gedicht über De Blannen Theis. Michel Rodange ließ den Blannen Theis in seinem Renert (XIV, 101–113) auftreten. Auch bei anderen Autoren trat Mathias Schou in Erscheinung, so ließ zum Beispiel Nik Welter in Goethes Husar Schou mit Goethe zusammentreffen. Der Historiker Jean Welter veröffentlichte 1991 die Abhandlung Auf den Spuren des „Blannen Theis“ (Mathias Schou) 1747–1824.

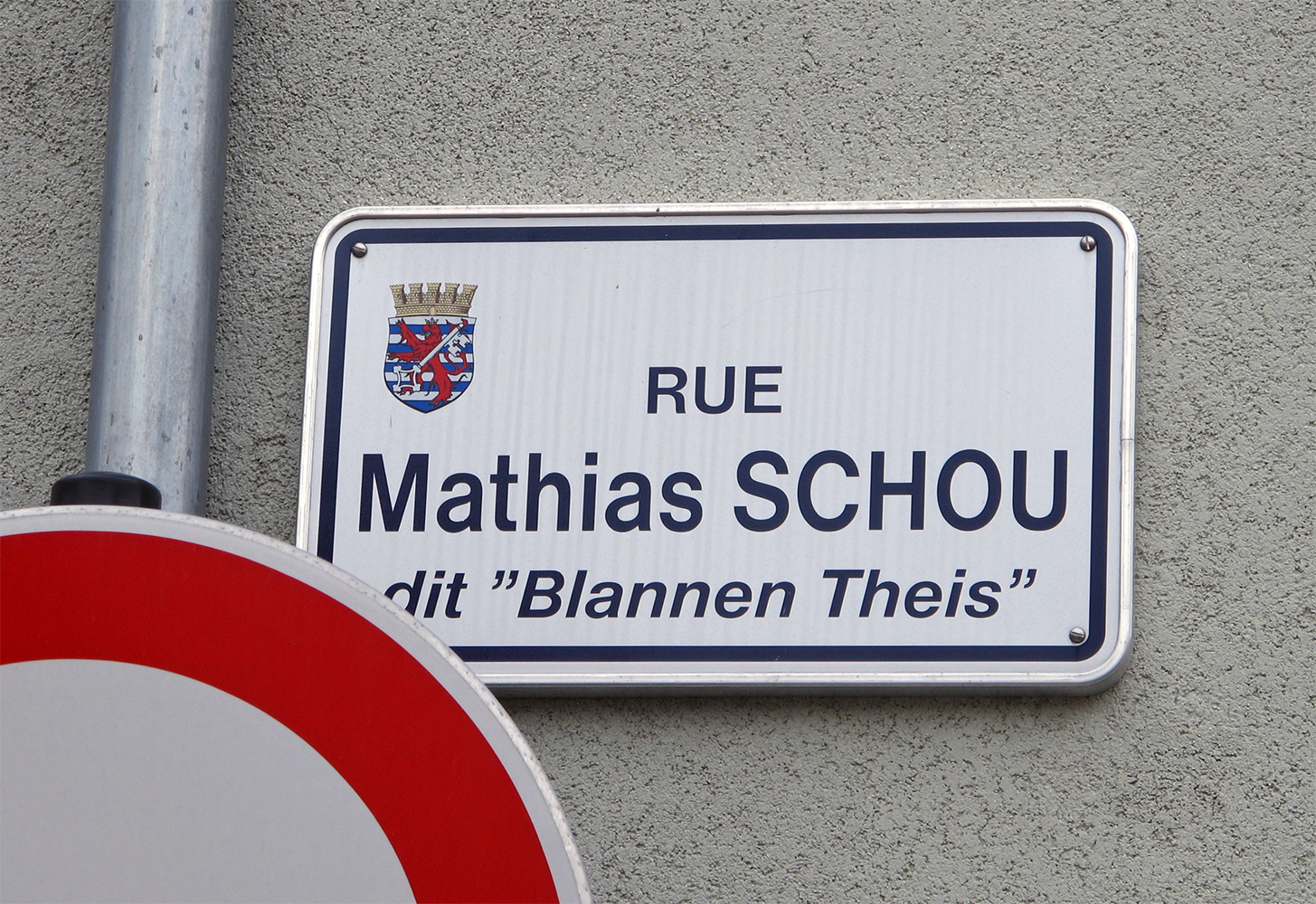
Rue Mathias Schou in Grevenmacher

1974 brachte die luxemburgische Post eine Briefmarke zu seinem 150. Todestag heraus. 1991 wurde in der Fußgängerzone von Grevenmacher neben der Kirche eine Skulptur vom Blannen Theis aufgestellt, die der luxemburgische Bildhauer Wil Lofy gestaltet hat. Eine Straße in der Nähe der Moselbrücke in Grevenmacher wurde im gleichen Jahr nach Mathias Schou benannt.
Die Lieder von Mathias Schou sind in Luxemburg auch heute noch populär.